# ロスコフ
ロスコフ（フランス語：Roscoff、ブルトン語：Rosko）は、フランスの北西部に位置するコミューンで、ブルターニュ地域圏のフィニステール県に所在する。
petite cité de caractère（特徴ある小さな町）（fr）に選ばれているロスコフには、16世紀や17世紀の建築遺産が存在し、19世紀からはタマネギ商人のジョニーら（fr）の出航地でもあった。現在、町の港からはアイリッシュ・フェリー（en）やブリタニー・フェリー（fr）によって、ブリテン諸島へのフェリーが運航されている。
潮汐による潮差が10.40mに達することもある海岸沿いは生物多様性に富み、ヨーロッパで初めての海洋生物学の研究・教育拠点であるロスコフ生物学研究所が1872年に創設された。
ヨウ素を含む波飛沫や北大西洋海流による温暖な気候から、タラソテラピー施設や医療完備の老人福祉施設が存在し、ロスコフはアフターケアを求める人々の滞在地でもある。

## 地理

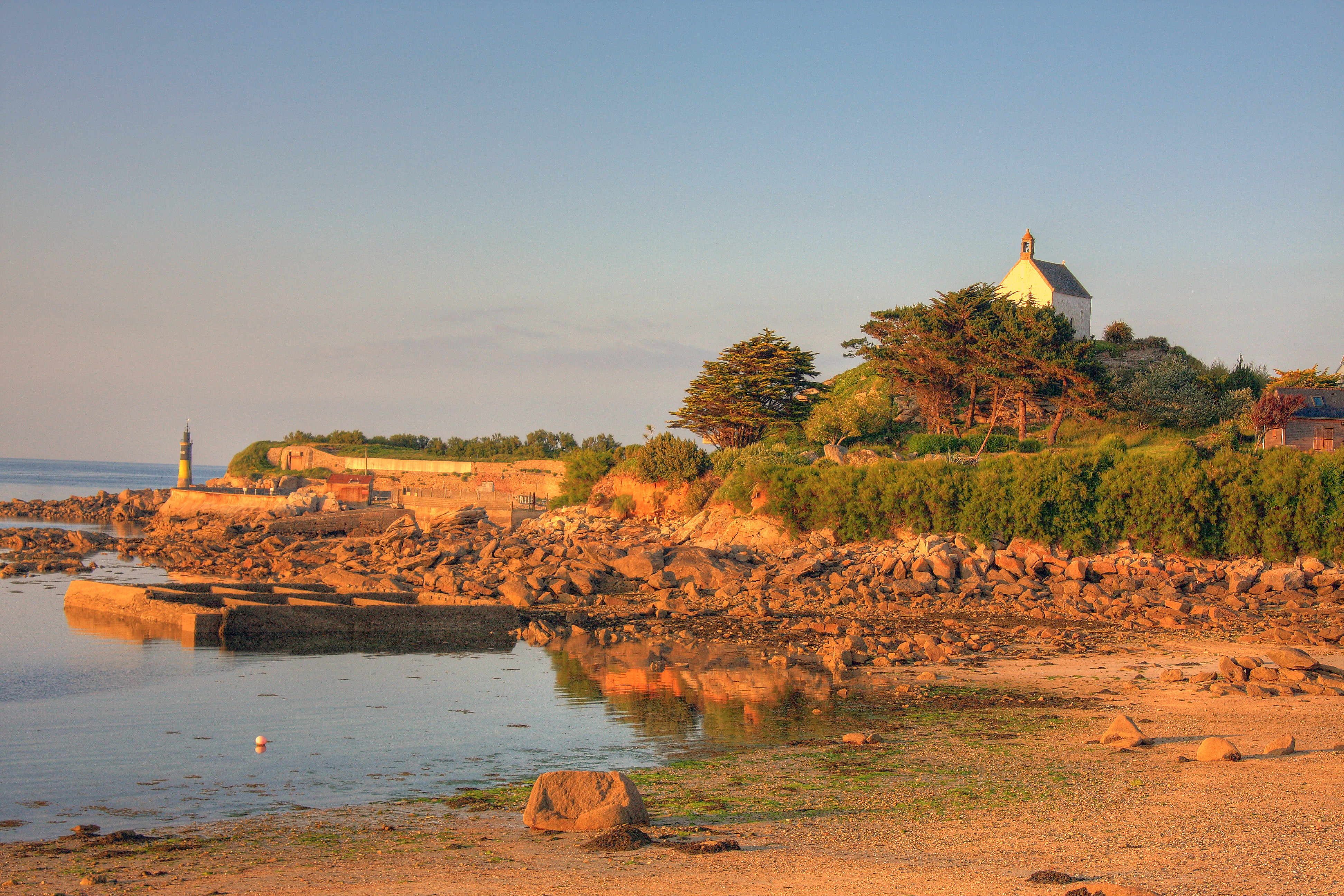
聖バルブ礼拝堂と岬

ロスコフはモルレー湾の西側にある岬に位置し、サン＝ポル＝ド＝レオンの中心地から約5km北側に広がる。白く細かい砂の海水浴場が点在する海岸線が14km続く。陸路でのアクセスは、サン＝ポル＝ド＝レオンからの県道58号、ロスコフの南西にあるサンテックからの海沿いの小道の2本である。ロスコフの北側には、強い流れの水道を挟んで約1.5Km先にバ島がある。
ロスコフは、ナチュラ2000の保護地域であるモルレー湾、Zone naturelle d'intérêt écologique, faunistique et floristique（動植物相、生態学的に重要な自然地域）（fr）のペンゼ川（fr）河口に含まれる。3千以上の生物種数を持つロスコフの並外れた生物多様性は、沿岸域であることと、潮汐、気候、海流などの地理的な特異性に結びついている。そのため、北欧と地中海の藻類の生態系が重なって存在する。

## 地名の由来
ロスコフの地名は、岬を意味する ros と、鍛冶屋を意味する goff というブルトン語に由来する。goff はおそらく人名であり、プロゴフの地名と同様に、鍛冶神の Gofannon（fr）の名前を潜ませている。Roscoff をフランス語に訳すと「鍛冶屋の丘」という意味になる。
子音交替により ros の後ろの g が c に変化した。最後の子音 -ff の発音は、ブルトン語のレオン方言では無音であり、現代のブルトン語では Rosko [roskṓ] と表記する。フランス語での発音 [roskɔf] は、古代ブルトン語の表記 Roscoff を読み違えたためである。

## 歴史

### 先史時代
氷期が終わり、気候が温暖になったブルターニュは中石器時代に入った。人々は食糧の収集が容易な沿岸を中心に定住し始めた。ロスコフでは南のパンプラの貝塚が挙げられる。
巨石記念物は、ケルフィシエックのドルメンやレユニオンの石塔など、わずかにしか残っていない。当時のブロスコン岬は、おそらくバルネネのケアン（fr）のような墳丘墓であった。
青銅器時代に入り、ブリテン諸島でウェセックス文化が栄えた頃、大陸とブリテン諸島の間ではスズ貿易が盛んに行われていた。人々はクレデールなどの上流域に移り住んだが、鉱山の首領らは貿易を維持するため、下流域のロスコフやバ島の港を整備する必要があった。ロスコフの地名は「鍛冶屋の岬」を意味するが、それはこの時代にロスコフがスズの貿易地であったためではないかと想像される。

### 古代
ブルターニュの西部は、ケルト人の部族オシスミイ（fr）が支配していた。当時、ロスコフは港町のひとつだったと考えられる。14世紀にロスコフとバ島の間にあるヴェルト島から剣や斧などが見つかり、17世紀のブロスコン砦の改築の際にはガリアの彫像が海中から発見された。オシスミイ族の航海士らは、長年タルテッソスやカルタゴの貿易相手であり、カルタゴの将軍ハンニバルの遠征時には、その関係は古代ローマに対抗する軍事的なものになった。のちにオシスミイ族の領土は、ガリア戦争を経て古代ローマに併合された。
ポル・ポティエ・ド・クーシは、ケラヴェルのドルメン近くで、3世紀の駐屯地跡から小さな青銅の像を発見した。その部隊は、古代ローマの将軍が海賊を監視するため、ブレストに続く海岸線の新しい道沿いに派遣した一隊ではないかと考えられる。また、古代ローマの6世紀の金貨がケルゴフで、他の貨幣がルギュエルでも見つかっている。

### 中世
9世紀、ノルマン人がバ島に襲来し、周辺を荒らした。度重なる略奪に、人々は沿岸域を離れて内陸に移り住んだ。ノルマン人による侵略は、アラン2世（fr）がブルターニュから彼らを追放するまで続き、ロスコフの地は破壊されたが、再建が港や教会を中心に行われた。
レオン地方の中心サン＝ポル＝ド＝レオンにあったパンプル港が次第に泥で埋まったため、船は半島の別の場所に着く必要があった。ラベールの東の海岸に位置した Rosko Goz（ブルトン語で古いロスコフを意味する）である。のちに古い町の中心となる場所は、ひとつの宿泊施設が占めていた。Croaz Batz（バ島の十字架）と呼ばれる場所で、現在はロスコフ生物学研究所の施設になっているオテル・ド・フランスの敷地である。1323年の古文書によると、この宿泊施設は、土地の領主、バ島やレンヌの修道院長らによる封建的な契約に基づき建設された。
14世紀のブルターニュ継承戦争時、ブロスコン砦はイングランド軍に一旦は占領されたが、ベルトラン・デュ・ゲクランに奪回された。戦争の後期には、Rosko Goz の港もイングランドの支援を受けたブレストの軍勢にたびたび攻撃された。
15世紀、サン・マロやモルレーの経済発展から船主らの資本主義が生まれ、ロスコフの港でも同様であった。ロスコフには、多くの仲買人が集まり居住した。ルイ11世により私掠船が奨励され、ロスコフには爵位を与えられた船主もいた。

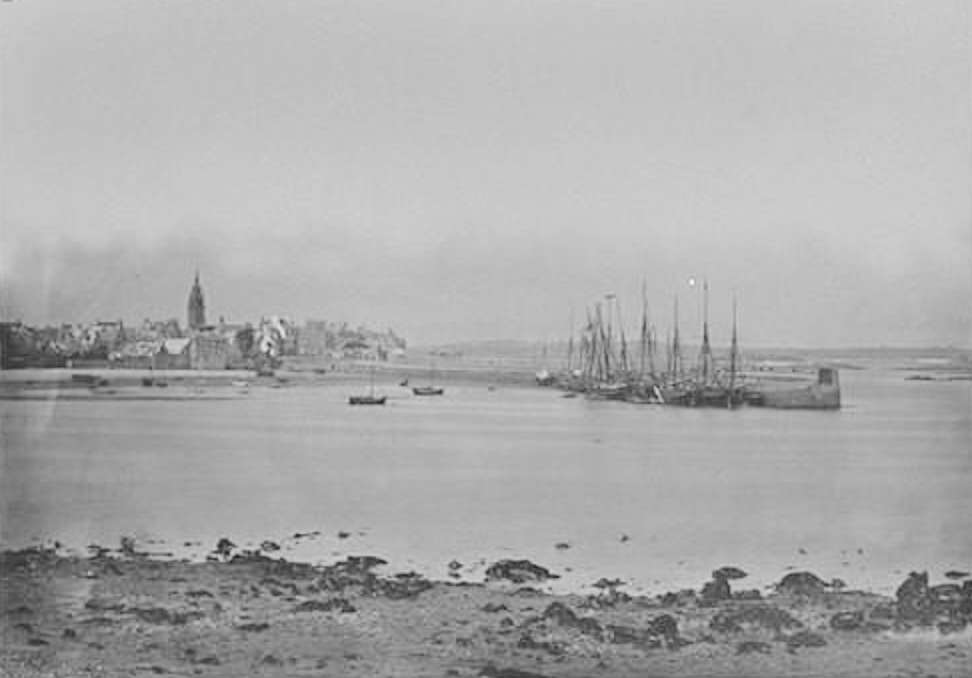
ロスコフの港 1873年

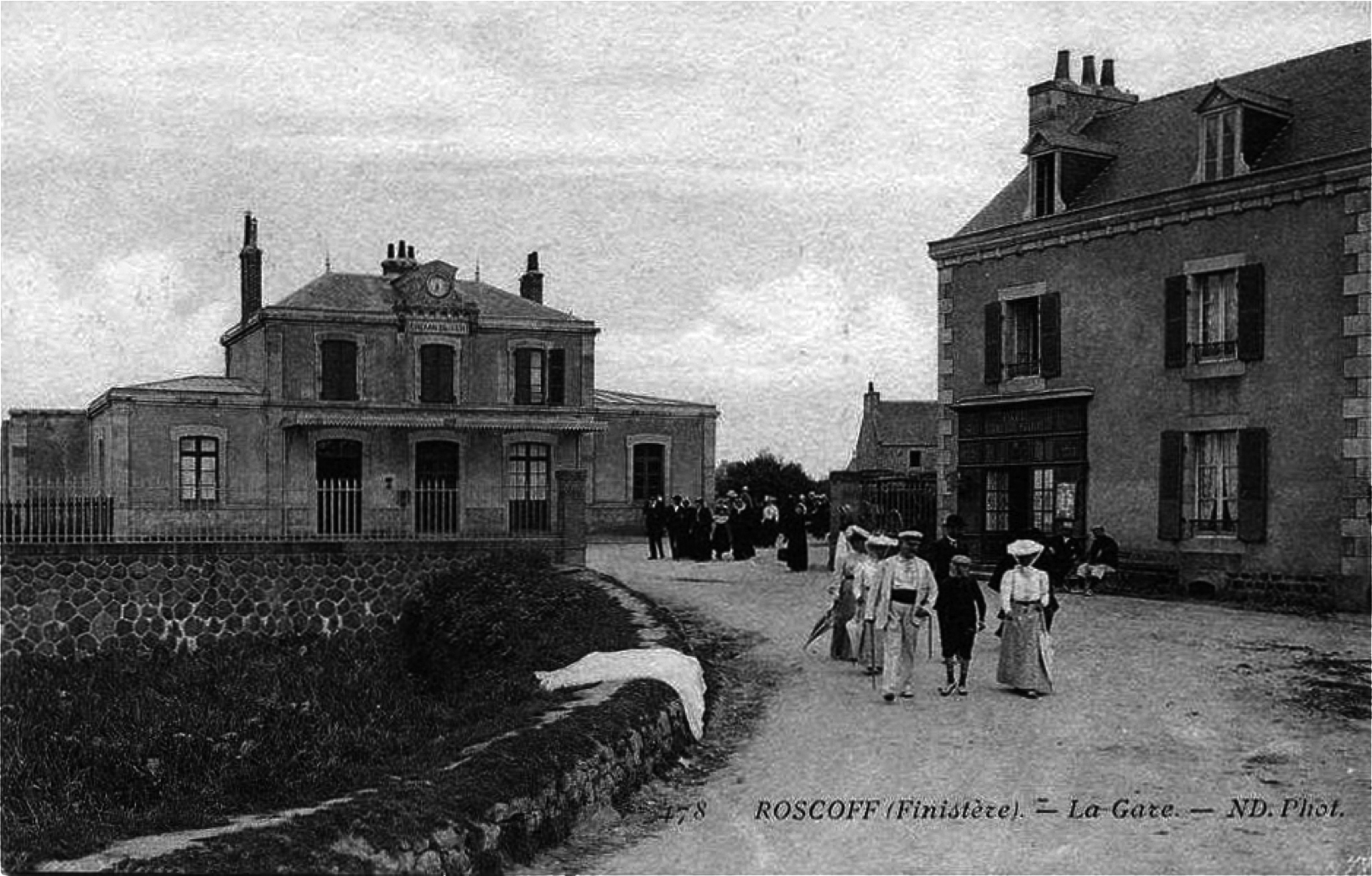
ロスコフ駅 1900年頃

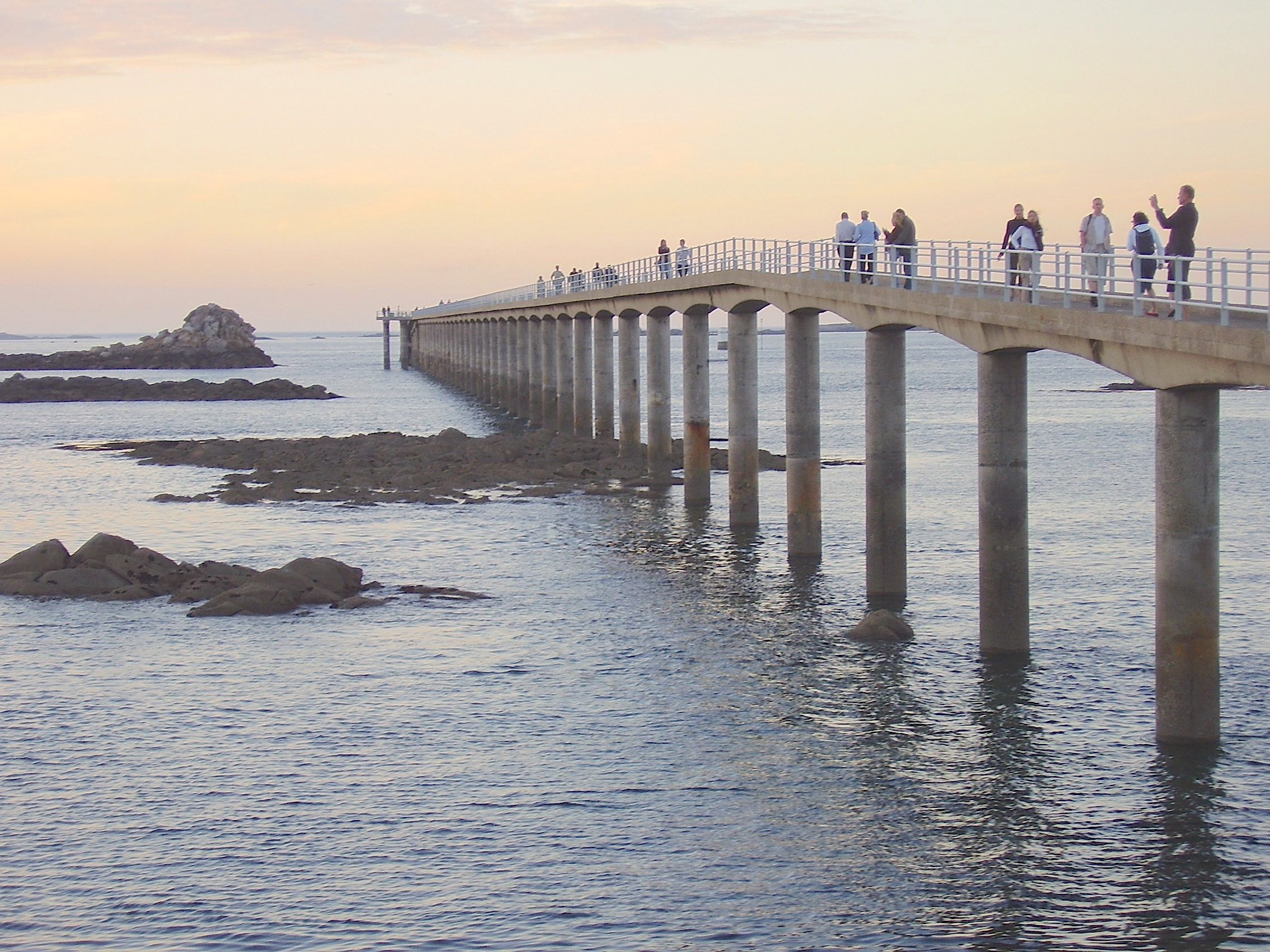
バ島行きの搭乗橋

### 近世
16世紀、新しい町が Rosko Goz の700m北に建設された。そこには船に淡水を供給できる井戸があった。港はリエパーヤからの毎冬のアマ輸入で栄えた。アマの種子は、夏にリトアニア大公国で収穫され、レオンのリンネル工場により選別された。このリンネルの織物は帆布としての評価が高く、モルレーの港から大西洋沿岸やスペインなどに向けて輸出された。
1522年に Croaz Batz 聖母教会（fr）が建設され始めた。Saint Ninien 礼拝堂は司教の発案で建設され、1538年にレオン教区（fr）の修士会に迎え入れられた。町はレオン教区からの独立を希望し、1549年にブルターニュ議会（fr）により認められた。貧困者のための施療院が1575年から司教により建設され、聖ニコラ礼拝堂が1598年に付属された。1619年、聖バルブ礼拝堂が海賊からの保護と死者の魂を鎮めるために建設された。1634年、アラバスター礼拝堂が Croaz Batz 聖母教会の南に建設された。1640年に設置された聖アンヌ礼拝堂は、長年続いたペストの終焉を表している。16世紀から17世紀の終わりにかけて、教会の周りの土地は司教によりレオンの投資家や商人らに分け与えられた。そこには商店が建設され、私掠船一家の建物のように要塞化されたものもあった。
ロスコフは16世紀からモルレーと共に、グランドバンクでのタラ漁のために武装された最初の港のひとつであった。タラの塩漬けはフランスやスペインで売られた。ブルターニュは塩税に従わなかったため、ピカルディ地方やノルマンディー地方の漁師がロスコフで塩を安く仕入れた。ロスコフの漁師は塩をル・クロワジック（fr）で手に入れた。
1694年、ルイ14世に仕える軍人ヴォーバンは、ブロスコン砦を13の砲台と跳ね橋を持つものに改築する計画に署名した。ブロスコンはサン＝ポル＝ド＝レオンの港湾本拠地となった。
フランス革命時の1790年、ロスコフは一方的にサン＝ポル＝ド＝レオンから独立し、町の代表者を独自に選んだ。同年、サン＝ポル＝ド＝レオンに宿営する共和派の軍隊が押し寄せ、町を迫害した。聖職者民事基本法の制定による混乱のなか、ロスコフは反乱の温床と見なされた。

### 近代
ブルターニュは、その気候や土地の肥沃さから野菜栽培に適し、19世紀の初め頃には、ロスコフの農民らは収穫の時期になると、毎日10台ほどの荷車に野菜を積み、モルレーやブレストへ売りに出た。1828年、タマネギの行商人ジョニー（fr）の歴史が始まった。彼らはのちに名産品となるロスコフのタマネギ（fr）をイギリスへ売りに出た。
19世紀後半、ロスコフでは多くのインフラストラクチャーの整備が行われた。1867年、水難救助中央協会（fr）の基地が開設された。1872年、アンリ・ド・ラカーズ・デュティエ（Henri de Lacaze-Duthiers）がロスコフ生物学研究所を創設した。1883年、ロスコフとモルレーを結ぶ鉄道が開通した。
1969年、バ島に向かう船への搭乗橋が完成し、干潮時の乗船が可能になった。1972年、ブロスコン港からカーフェリーがイギリスに初めて出航した。

## 人口
| 1793年 | 1800年 | 1851年 | 1901年 | 1954年 | 2004年 | 2012年 |
| ------ | ------ | ------ | ------ | ------ | ------ | ------ |
| 2 507  | 3 050  | 3 651  | 4 936  | 4 225  | 3 732  | 3 515  |

（参照元：1999年までLdh/EHESS/Cassini、2004年以降INSEE）

## 経済

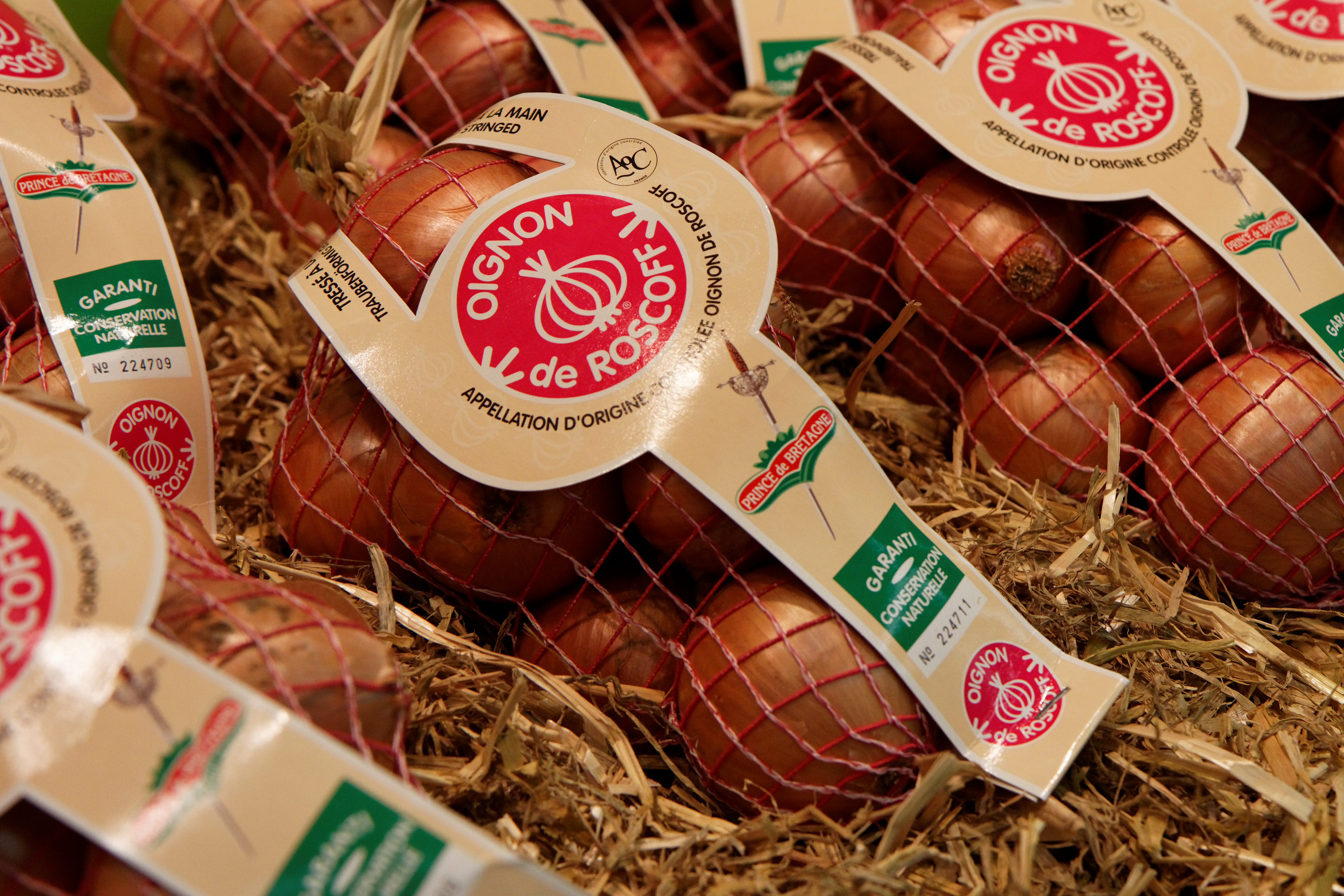
特産品のタマネギ。AOC認証を受けている。

1999年の調査による町の就業人口は1,276人である。
- 82%：第三次産業
- 9%：工業・建設業
- 8%：農業

就業人口のうち、11%（144人）は失業者、35%（451人）は小売業者である。就業先は、健康施設や観光業、ロスコフ生物学研究所、農業、漁業、フェリー会社などである。

## 文化

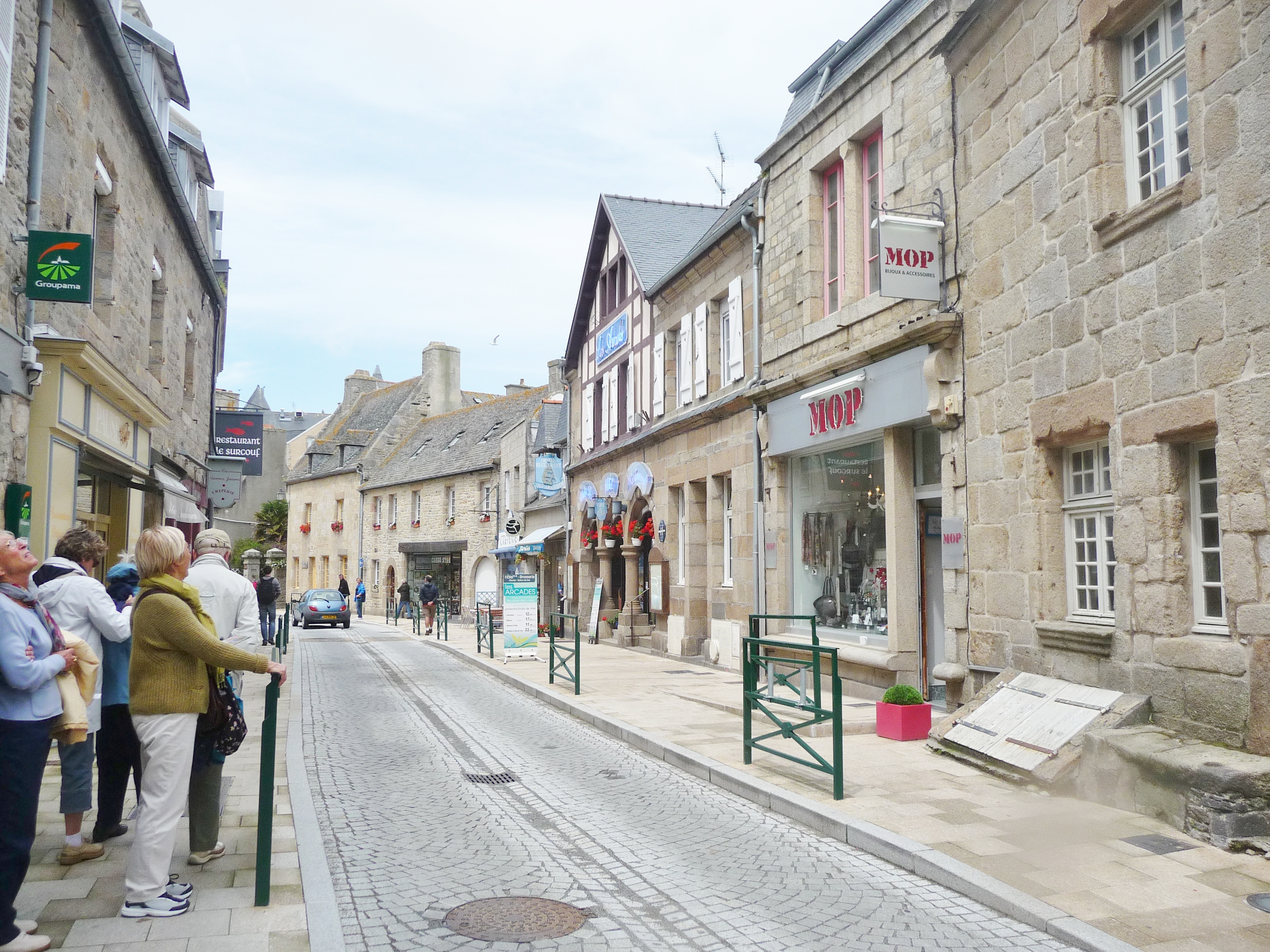
中心街

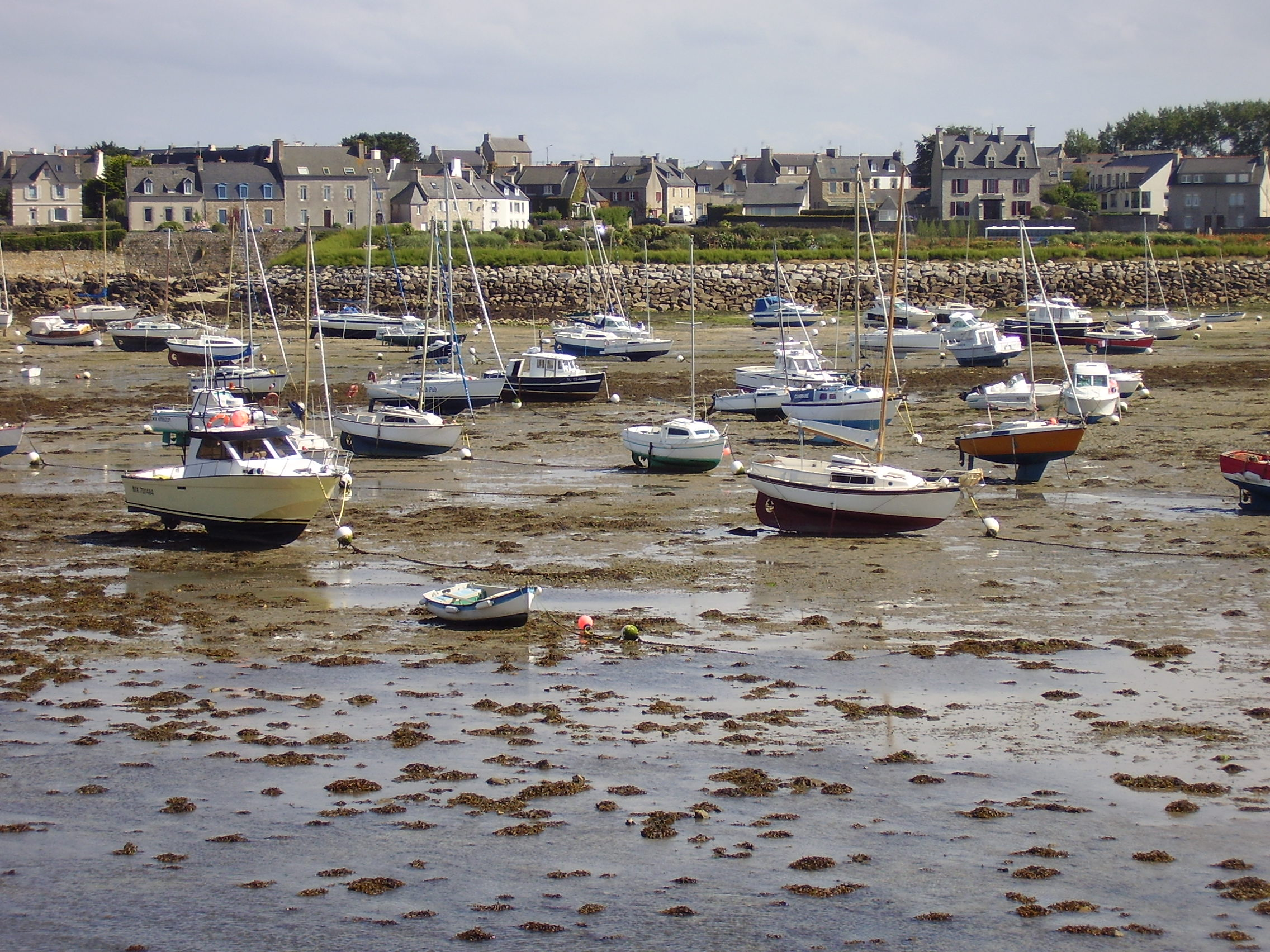
干潮時の旧港

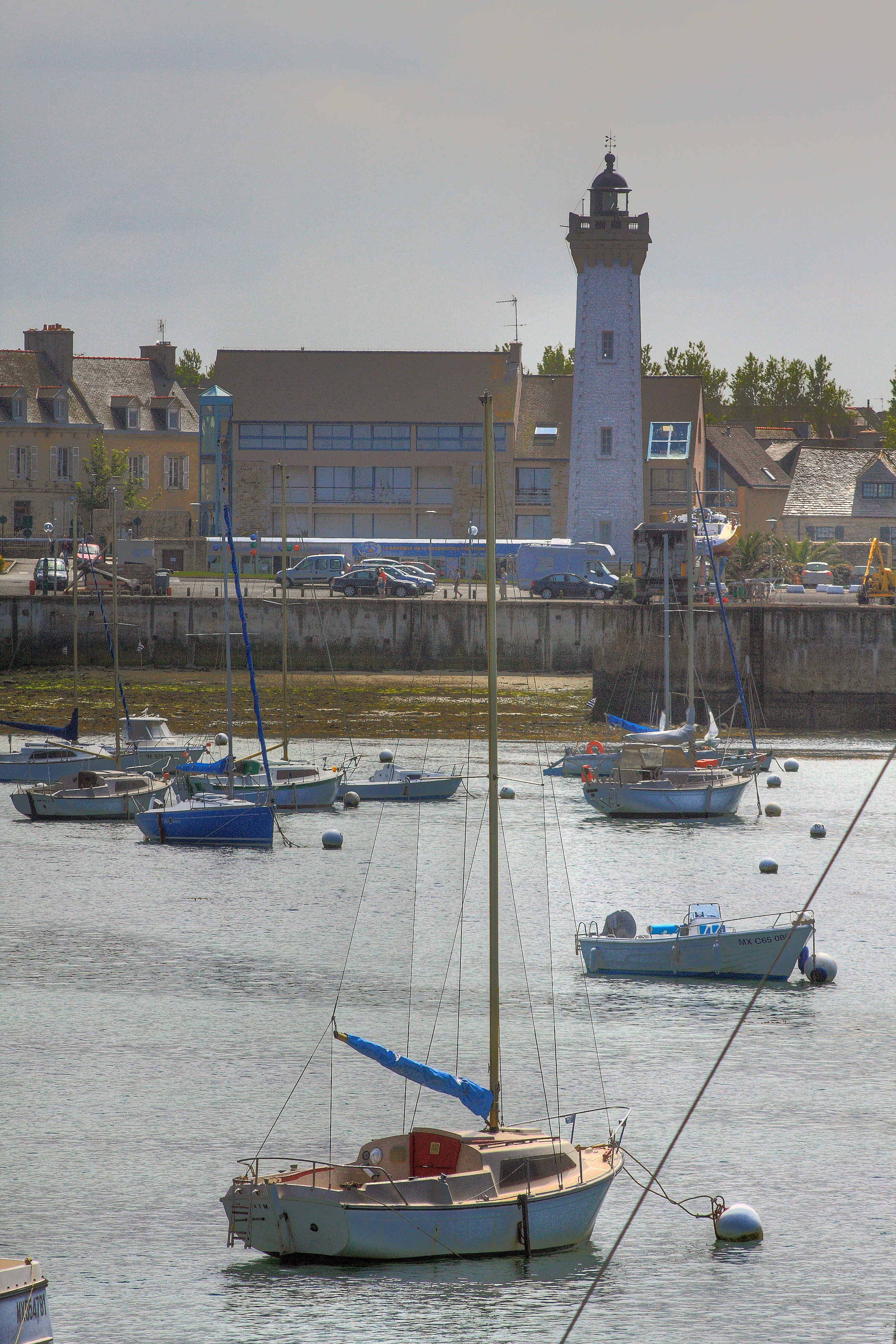
町と灯台

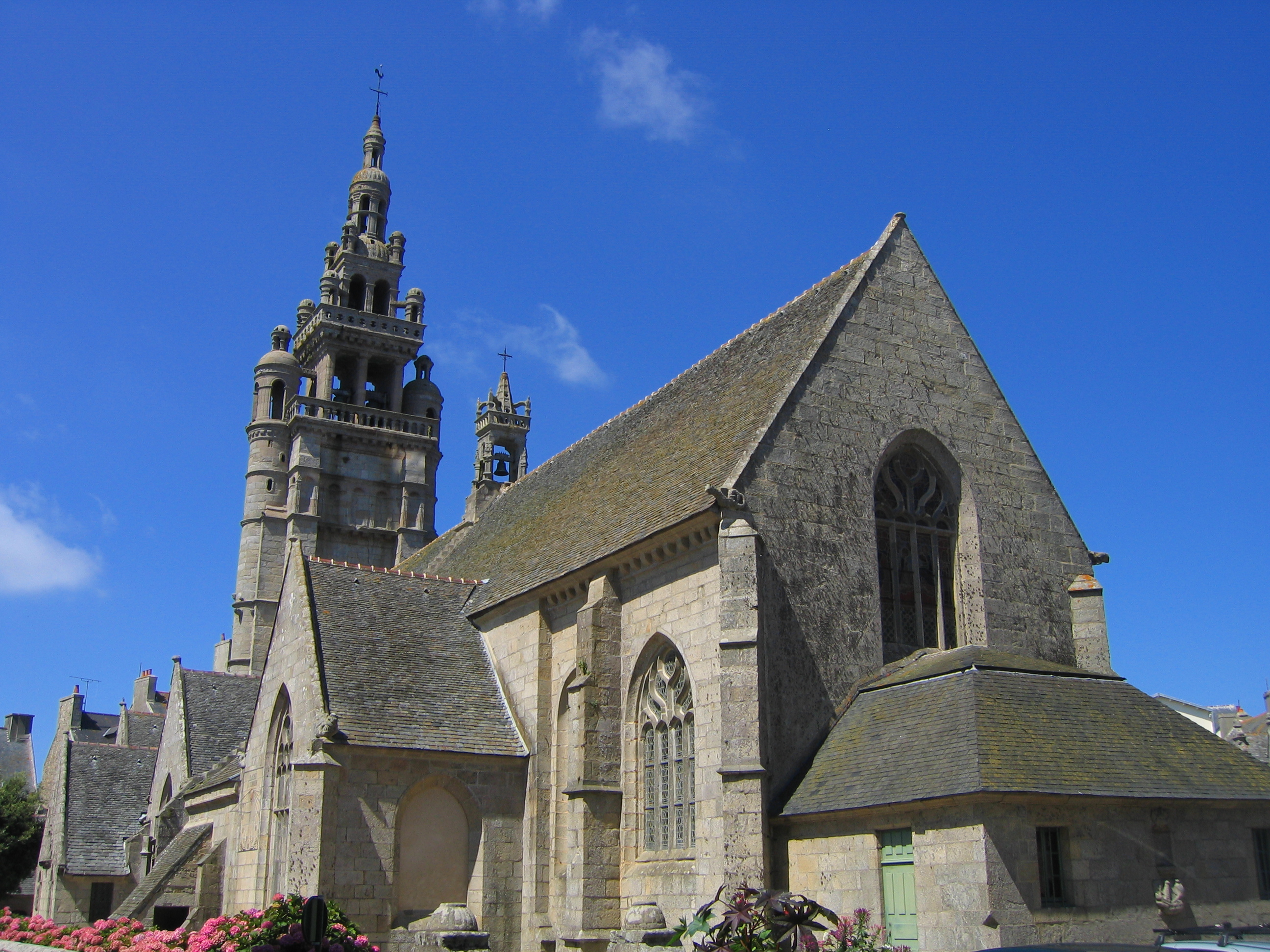
Croaz Batz 聖母教会

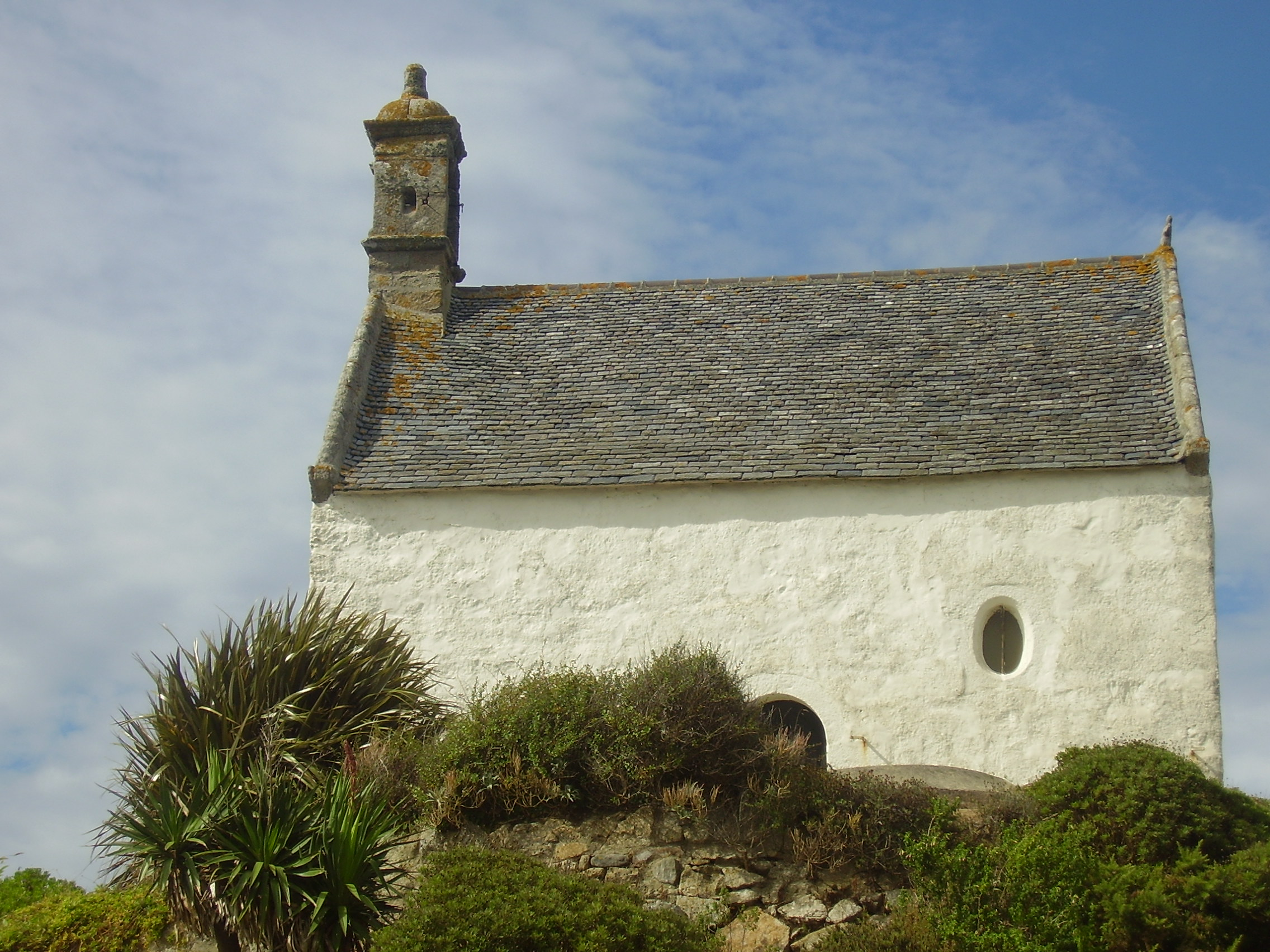
聖バルブ礼拝堂

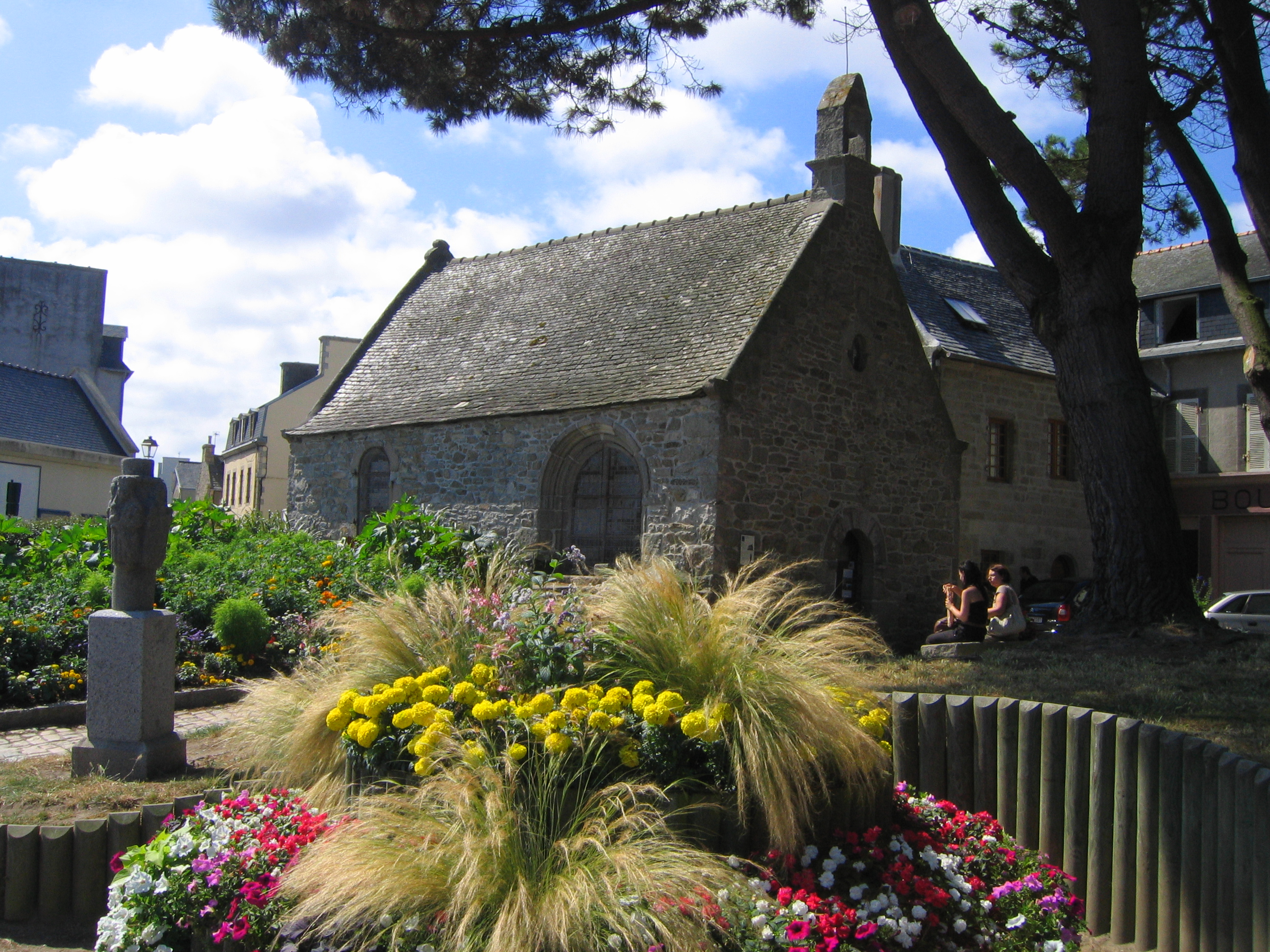
聖アンヌ礼拝堂と十字架の台座

### ブルトン語
2008年11月4日、ブルターニュでのブルトン語の日常使用を促進する憲章 Ya d'ar brezhoneg（ブルトン語への賛同）（fr）への参加が、市町村参議会において可決された。2013年の新学期には、50人の生徒が公立のバイリンガル（フランス語とブルトン語）クラスに就学した。それは、町の初等教育に登録された生徒数の21.4%である。

### 行事
パルドン祭り
このブルターニュの伝統的な宗教行事は、7月第3月曜日に行われる。十字架や聖人の像、旗を手にした人々の行列は、町の中心を出発し、東の岬にある聖バルブ礼拝堂へ向かう。
海の祝別式
8月中旬の日曜日、町の船の所有者たちは旧港に招待され、ツゲの枝を持った司祭が町長らと共に各船へ祝福を与える。海で亡くなった人々のために、花束が海に投げ込まれる。
海祭り
7月の最後の週末に開催され、海に関する文化遺産の展示などが行われる。
タマネギ祭り
8月15日に続く週末に開催され、町の特産品であるタマネギの市が立ち、古い農具などが展示される。
文化遺産の祭り
9月の第3週末のヨーロッパ文化遺産の日には、町の文化遺産が一般公開され、職人市や昔の服装をした人々によるパレードが行われる。

### 文化遺産
ジョニーとロスコフのタマネギの家
19世紀半ばにロスコフから海を渡り、イギリスへタマネギを売りに出た商人達の博物館。
Croaz Batz 聖母教会（fr）
16世紀半ばに建設されたカトリック教会。当時の海岸線は教会に面しており、近くにはバ島への船着場があった。croaz は十字架を意味するブルトン語で、教会はその船着場にあった十字架から名づけられた。
聖バルブ礼拝堂
17世紀半ばに、航海の安全を聖バルブに祈って作られた。
聖ニコラ礼拝堂
16世紀半ば、レオンの司教が寄付した土地に、孤児や貧しい人々のための病院が建設された。附属の礼拝堂は海運の守護聖人である聖ニコラに捧げられた。
聖アンヌ礼拝堂
17世紀半ばに建設された礼拝堂は、以前は観光案内所として使われていたが、現在は17世紀に作られた十字架の台座が敷地内で展示されている。
メゾン・フォルト
16世紀に私掠船の一家により作られた要塞化された家々。
メアリー・ステュアートの家
16世紀半ば、当時6歳のスコットランド女王（のちのフランス王妃）がロスコフの Saint Ninien 礼拝堂のそばに上陸した。現在、近くの壁に埋め込まれた礼拝堂の扉枠しか残っていないが、「メアリー・ステュアートの家」と呼ばれている。
シャトー・ド・ラベール
19世紀末、ジョフロワ大佐夫妻により建てられた。息子を事故で亡くした妻は悲しみの余り錯乱し、大佐の死に続き、亡くなった。城は社会福祉団体に寄贈され、健康施設として利用された。
灯台
高さ24メートルの灯台は、桟橋の先にあった古い灯台に代わり、1934年から稼動した。
エキゾチック植物園
南半球の植物が3500種以上、展示されている。1986年開園。

## 交通
- ロスコフにはフランス国鉄の駅があり、高速鉄道TGVが停車するモルレー駅から、電車またはバスがサン＝ポル＝ド＝レオン駅経由で運行されている。所要時間は、パリからモルレーまで約4時間、モルレーからロスコフまで約30分。
- バ島との間に連絡船が運航されている[18]。所要時間は約15分。
- ブロスコン港（fr）から、プリマスやコーク[19]、ロスラール[20]（en）との間にフェリーが運航されている。
- フィニステール県会により、町の間を結ぶ長距離バス（fr）が運行されており、ロスコフからはモルレー、ブレストへの路線がある。
- 最寄の空港は、ブレスト・ブルターニュ空港（フランス語版）である。

## 姉妹都市
- オセール（フランス）
- グレート・トーリントン（英語版）（イギリス）
- フェヒタコミューン共同体（fr）による提携